# Chiquetete
Antonio José Cortés Pantoja, conegut artísticament com a Chiquetete (Algesires, Cadis, 26 de juliol de 1948 - Sevilla, 16 de desembre del 2018) va ser un cantant flamenc espanyol, cosí germà de les també cantants Isabel Pantoja i Sylvia Pantoja.

## Biografia
Antonio José Cortés Pantoja, va adoptar el nom artístic de molts dels membres de la seva família, entre ells, el seu oncle matern, pare de la també artista Isabel Pantoja, que va debutar precisament en l'espectacle d'Antonio Cortés. És fill de Donya Manuela Pantoja Cortés (1923-).
S'inicia al món artístic a finals dels anys 60, formant part del conjunt Els Algecireños, fins que el 1975, després d'obtenir el Premi Mairena, inicia la seva carrera en solitari.
Durant uns anys continua com cantaor flamenc fins que a principis dels anys vuitanta dona un gir a la seva carrera i s'endinsa en un gènere de balada romàntica amb influència flamenca.
El primer LP d'aquesta etapa, Tu i jo, de 1981, contenia encara ritmes tradicionals com buleries, fandangos o soleares. El 1988 llançava Sevilla sin tu amor, que contenia un dels seus grans èxits: la sevillana A la Puerta de Toledo.
Un any més tard publica Canalla, amb temes composts per Juan Pardo, que no obstant això no va aconseguir una gran repercussió comercial.
En la dècada dels noranta va arribar a publicar tres LP, encara que la seva carrera va iniciar un cert declivi, ja que no repetiria els èxits aconseguits en dècades anteriors.
Després d'un temps retirat, el 2004 va publicar Como la marea, sota la producció musical del seu fill Fran Cortés. Aquest fill, juntament amb el major, Antonio, i una filla, Rocío, són els tres tinguts durant el seu matrimoni amb la seva primera esposa, la bailaora Emparo Cazalla Mora.
En els últims anys va ser objecte d'atenció de la denominada premsa del cor, en fer-se públiques les seves desavinences conjugals amb la seva exdona, la col·laboradora de Telecinco Raquel Bollo Dorado (nascuda el 1975), a la qual va conèixer el 1992 i amb la qual va estar casat de 1995 a 2005 i amb la qual té dos fills: Manuel i Alma.
Quan va morir compartia la seva vida amb l'empresària María del Carmen Álvarez Gahona (Carmen Gahona), la corralera.

## Discografia
- Gitano yo he nacío (1977)
- Amada, amante (1977)
- Triana despierta (1979)
- Altozano (1980)
- Tú y yo (1981)
- Aprende a soñar (1982) - Disc de Platí a Espanya
- Ser amante (1983) - Disc de Platí a Espanya
- Eres mía (1984) - Disc d'Or a Espanya
- Bohemio en el amor (1986)
- Madrugada (1987)
- Sevilla sin tu amor (1988)
- Canalla (1989)
- Profesor de sueños (1991)
- Torero de las estrellas (1992)
- Por un beso (1993)
- Sigo siendo río (1995)
- Y quién puede ser (2000)
- Andaluz (2002)
- Como la marea (2004)